# Тришин Віктор Миколайович
Віктор Миколайович Тришин (1936–2005) — український оперний співак (баритон); соліст Національної опери України. 1974 — заслужений артист УРСР, Народний артист України — (19.10.1993).
1966 року закінчив Харківський інститут мистецтв, клас Т. Я. Веске. 1971 рік лауреат конкурсу ім. Чайковського (Москва) — ІІІ місце.
Соліст Київського театру опери та балету.